# Selaginella parishii
Selaginella parishii là một loài dương xỉ trong họ Selaginellaceae. Loài này được Underw. mô tả khoa học đầu tiên năm 1906.